# Lijst van burgemeesters van Haaren
Dit is een lijst van burgemeesters van de Nederlandse gemeente Haaren in de provincie Noord-Brabant.
| Ambtsperiode                        | Naam burgemeester                                          | Partij of stroming | Bijzonderheden                             |
| ----------------------------------- | ---------------------------------------------------------- | ------------------ | ------------------------------------------ |
| 1810 – 1820                         | Anthony Franciscus Witlokx                                 |                    |                                            |
| 1821 – 1838                         | Hermanus den Ouden                                         |                    |                                            |
| 1838 – 1876                         | Martinus van den Oever                                     |                    |                                            |
| 1877 – 1880                         | Franciscus Gerardus Adolphus Reinerus baron van Lamsweerde |                    | tevens burgemeester van Boxtel (1875-1891) |
| 1881 – 1920                         | Cornelis Andries Schijvens                                 |                    |                                            |
| 1920 – 1937                         | Adrianus de Ruyter                                         |                    |                                            |
| 1937 – 1946                         | Alphonsus Gerardus Martinus Panis                          |                    |                                            |
| 1947 – 1972                         | Willem Adriaan Maria van de Ven                            |                    |                                            |
| 1972 – 1979                         | Don Burgers                                                | KVP / CDA          |                                            |
| 1980 – 1993                         | Mieke Eggermont-de Mast                                    | VVD                |                                            |
| 1993 - 1995                         | Theo van Casteren                                          | CDA                | waarnemend                                 |
| 1996 – 16 feb 2001                  | Hans Haas                                                  | CDA                |                                            |
| 1 april 2001 – 15 sept 2001         | Ed Jongmans                                                | CDA                | waarnemend                                 |
| 20 sept 2001 – 15 dec 2001          | Henk Hendriksen                                            | PvdA               | waarnemend                                 |
| 15 dec 2001 – 1 oktober 2013        | Frans Ronnes                                               | CDA                |                                            |
| 21 oktober 2013 – 20 februari 2019  | Jeannette Zwijnenburg-van der Vliet                        | VVD                | [ 2 ]                                      |
| 21 februari 2019 – 31 december 2020 | Yves de Boer                                               | VVD                | waarnemend                                 |